# 福住駅 (兵庫県)
福住駅（ふくすみえき）は、かつて兵庫県多紀郡多紀町（現・丹波篠山市）福住にあった日本国有鉄道（国鉄）篠山線の駅（廃駅）である。篠山線の終着駅であった。
なお、線路は京都府の園部駅まで延伸される計画（改正鉄道敷設法別表第78号）であったが、終戦にともない計画は中止され、園部との間は国鉄バス園篠線（えんじょうせん）により結ばれていた。
現役時代の当駅の駅名標は、「ふくすみ FUKUSUMI」記載のものと「ふくずみ FUKUZUMI」記載のものがあった。時刻表の駅名欄にも「ふくずみ」と記載されていることがあった。

## 歴史
- 1944年（昭和19年）3月21日：終着駅として開業[1]。
- 1958年（昭和33年）11月1日：営業範囲を「一般運輸営業」から、「一般運輸営業。ただし、代金引換は行わない。」へ改める[2]。
- 1960年（昭和35年）12月15日：営業範囲を「旅客、手荷物、小荷物および車扱貨物。ただし、配達および代金引換の取扱はしない。」へ改める[3]。
- 1972年（昭和47年）3月1日：篠山線全線廃止に伴い廃駅となる[4]。

## 駅構造
廃線直前の時点で、駅舎の北側に接した貨物用ホーム1線、その北に島式の旅客ホームがあり、その北に1線があって旅客列車はここに発着、そのホームの南側は空いていた。構内は現在の国道372号にあたる。現在、駅跡に駅名を記載した石碑が残されているが、その近辺にあるホームのようなものは、当駅のホーム跡ではない。

## 駅周辺
福住地区の中心部に位置している。かつての駅前通り（旧・国道372号）には「福住」停留所があり、丹波篠山市街方面への篠山線代替バスがウイング神姫（旧・神姫グリーンバス）、園部方面の元西日本JRバスの路線が京阪京都交通により運転されており、交通の連絡点という役割は変わっていない。周辺の地域は、2012年に丹波篠山市福住伝統的建造物群保存地区として、国の重要伝統的建造物群保存地区に選定された。
- 国道173号
- 国道372号
- 地主稲荷神社
- 丹波篠山市役所多紀支所（旧・多紀町役場）
- 福住郵便局

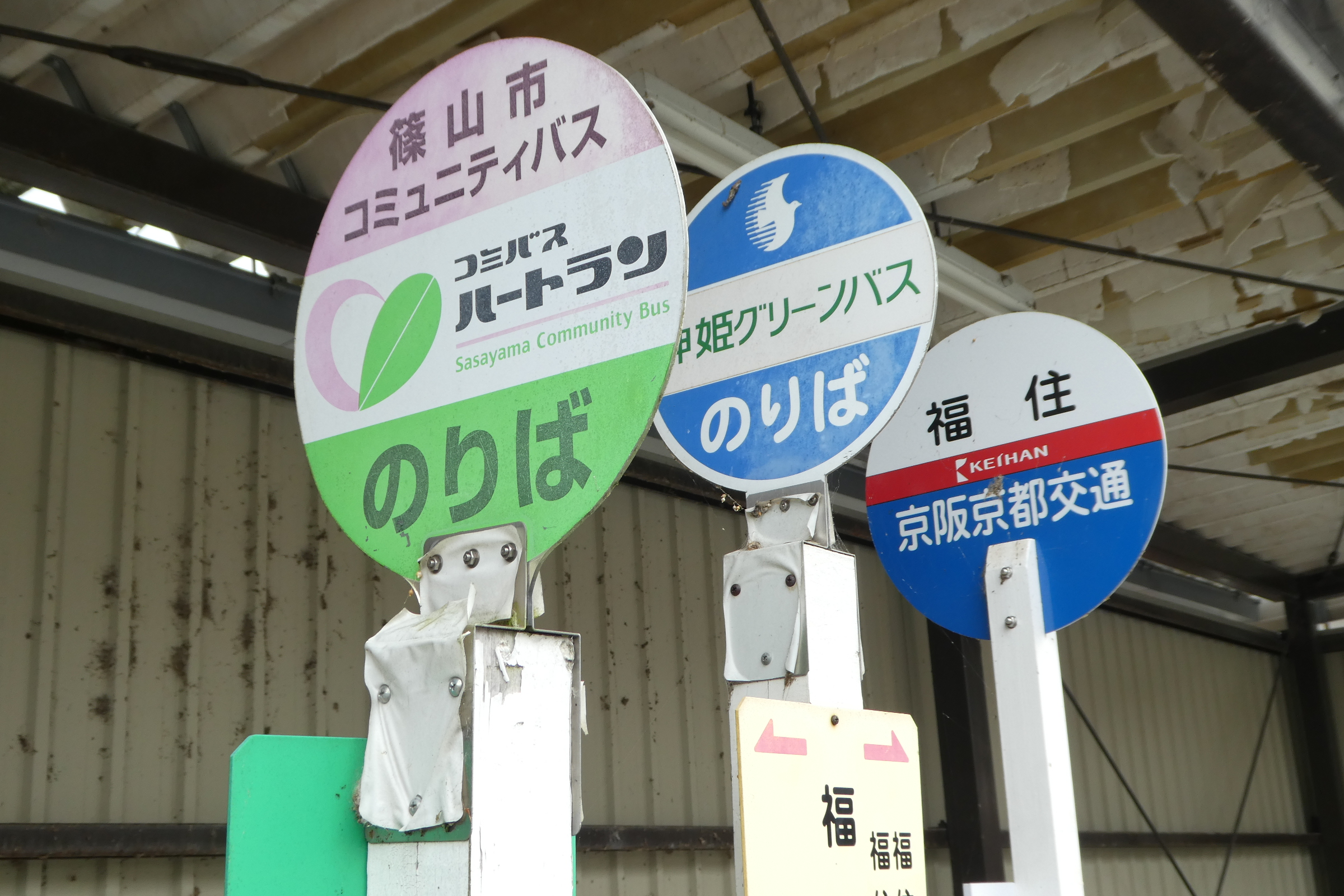
「福住」停留所（2018年1月）
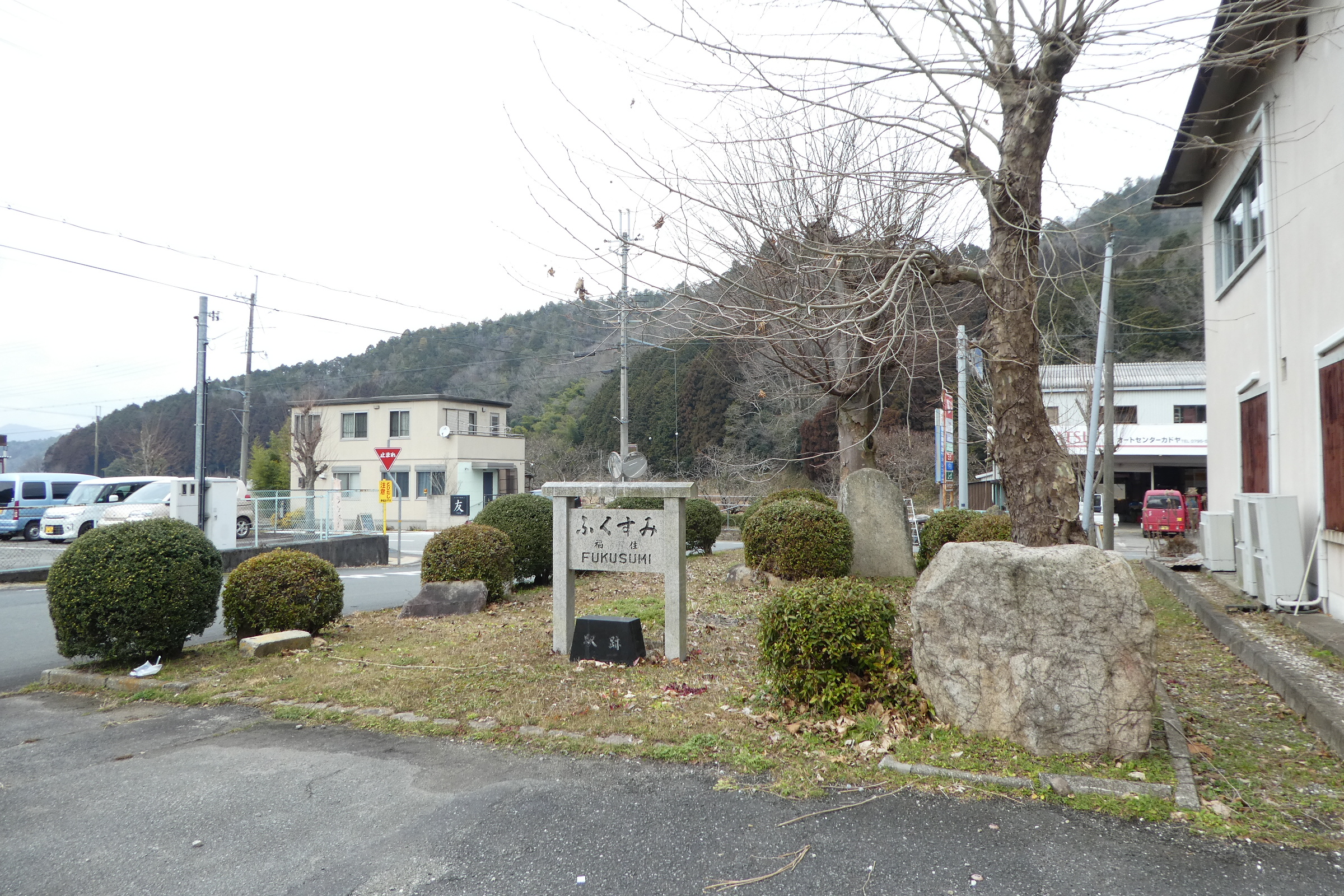
福住駅跡碑（2018年1月、全景）

## 隣の駅
日本国有鉄道
篠山線
村雲駅 - 福住駅